# فرزاد مستشاری
فرزاد مستشاری (زاده ۱۹۶۸ ریچموند) پزشک، سیاست‌مدار، کارآفرین و مدیر اجرایی آمریکایی ایرانی‌تبار است، که در فاصله سالهای ۲۰۱۱ تا ۲۰۱۳ در دولت باراک اوباما، به‌عنوان هماهنگ‌کننده ملی دفتر فناوری اطلاعات سلامت در وزارت بهداشت و خدمات انسانی ایالات متحده آمریکا فعالیت می‌کرد. وی از ۲۰۰۹ تا ۲۰۱۱ معاون هماهنگ‌کننده ملی فناوری اطلاعات سلامت آمریکا بود. مستشاری دانش‌آموخته کارشناسی بیوشیمی و کارشناسی ارشد سلامت از دانشگاه هاروارد و دکتری پزشکی از دانشگاه ییل است. وی هم‌اکنون مدیرعامل شرکت آلیدادی می‌باشد.